# 哈伦植物园
哈伦植物园（荷蘭語：Hortus Haren）是荷兰的植物园，位于格罗宁根省哈伦。该植物园面积超过20公顷，始建于1626年，是荷兰最大的植物园，也是最古老的植物园之一。

## 画廊

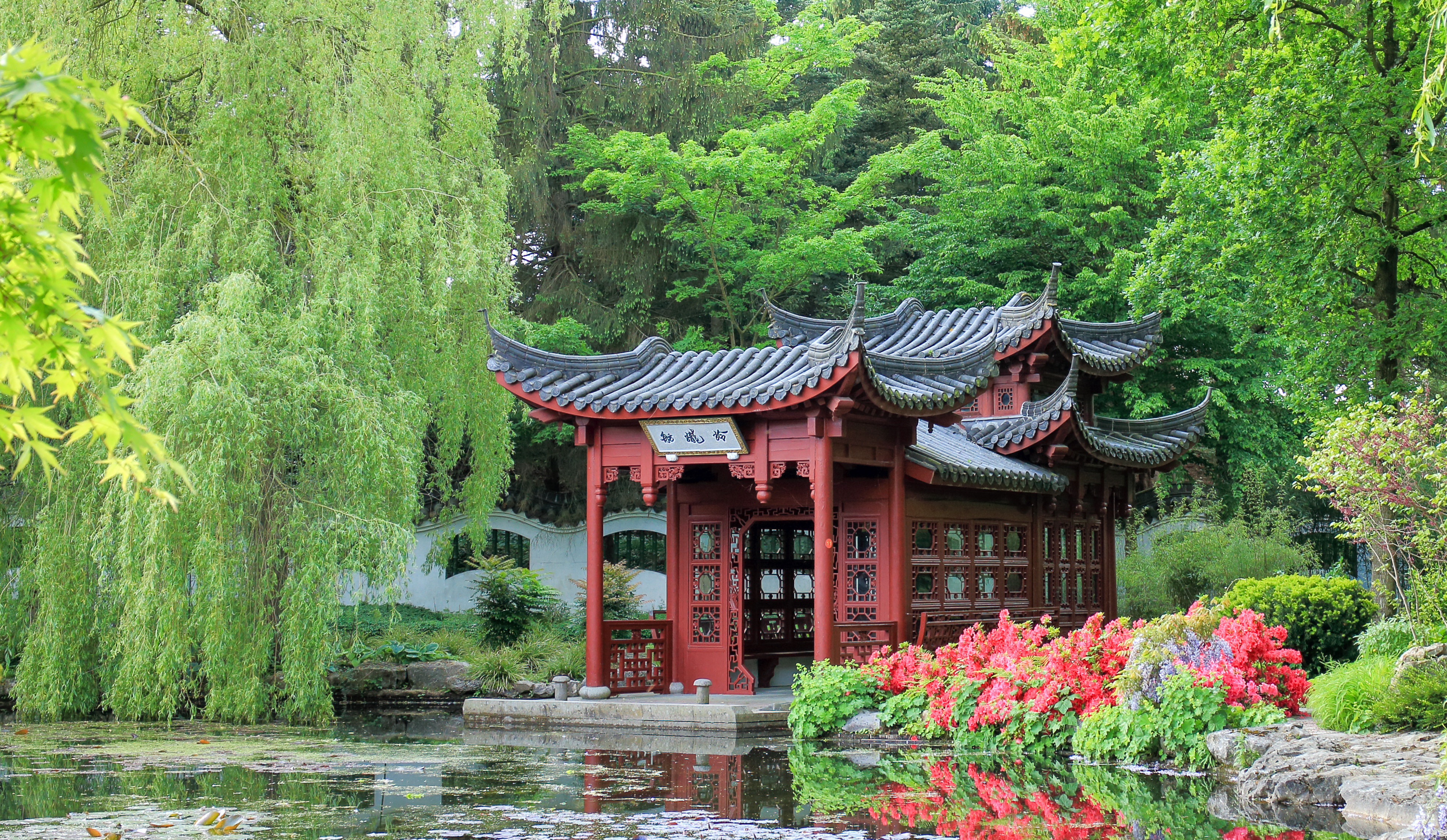
中式庭園中描繪一艘船的涼亭「玲瓏舫」
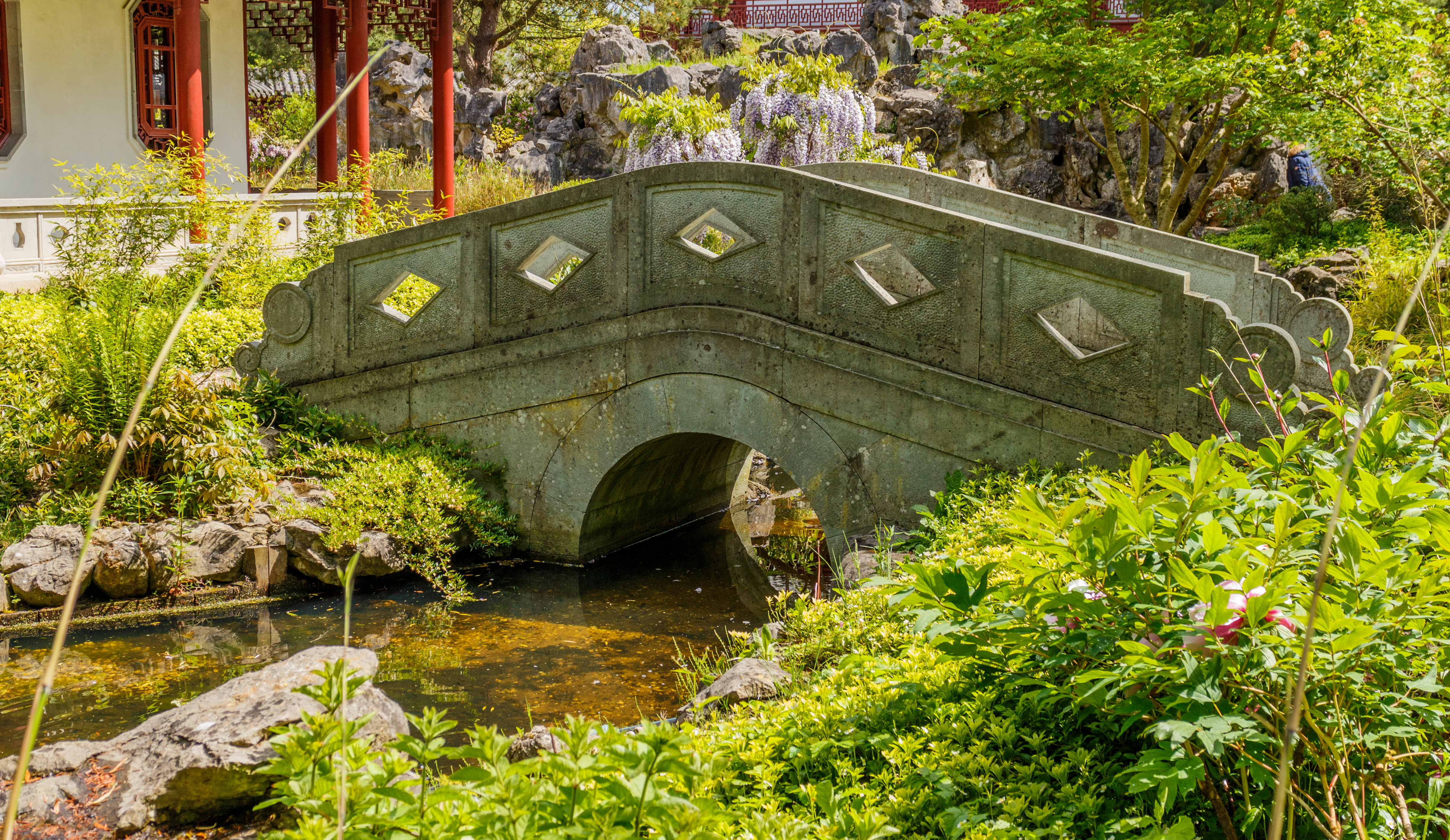
中式庭園的橋樑
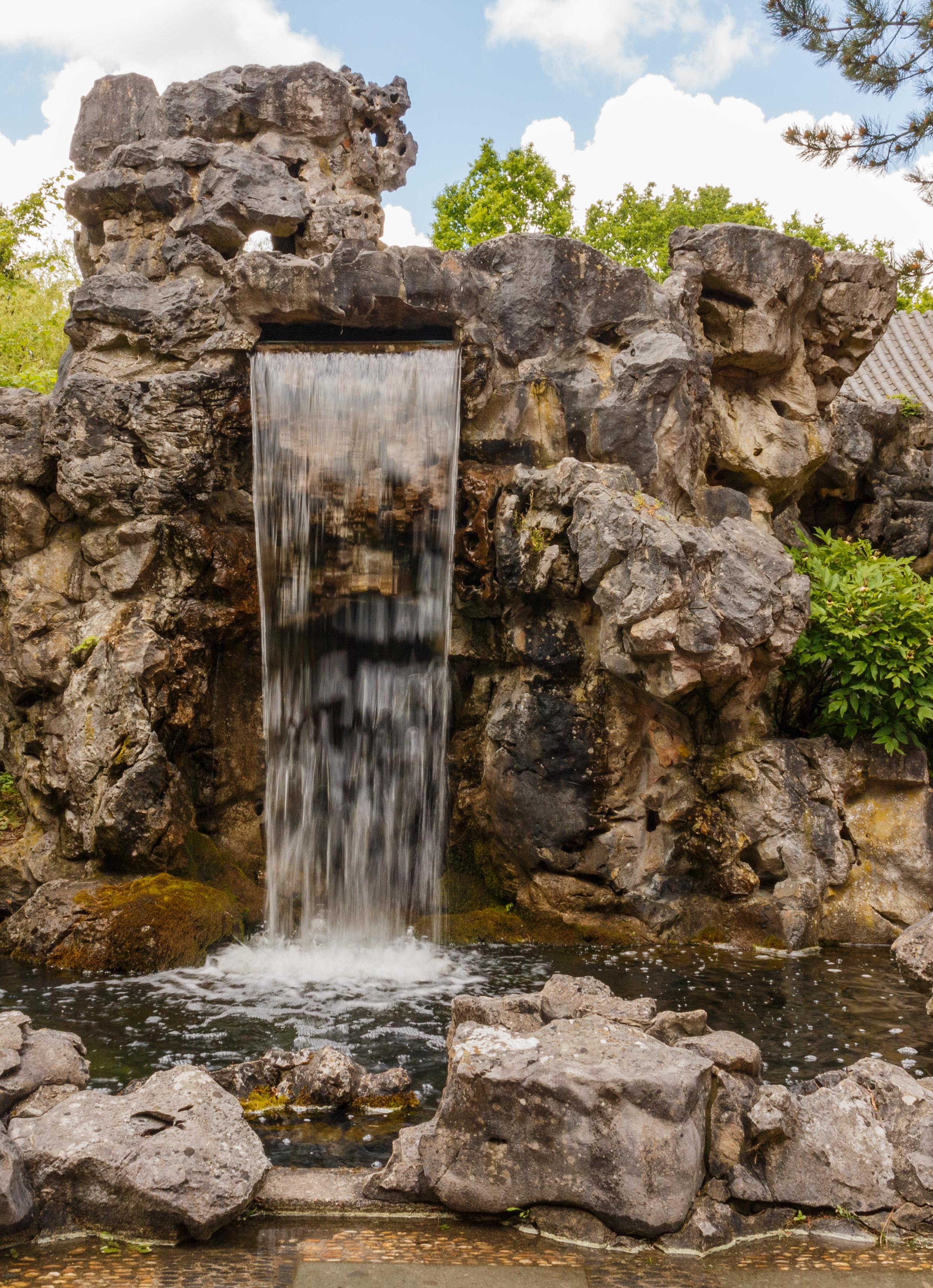
中式庭園的瀑布
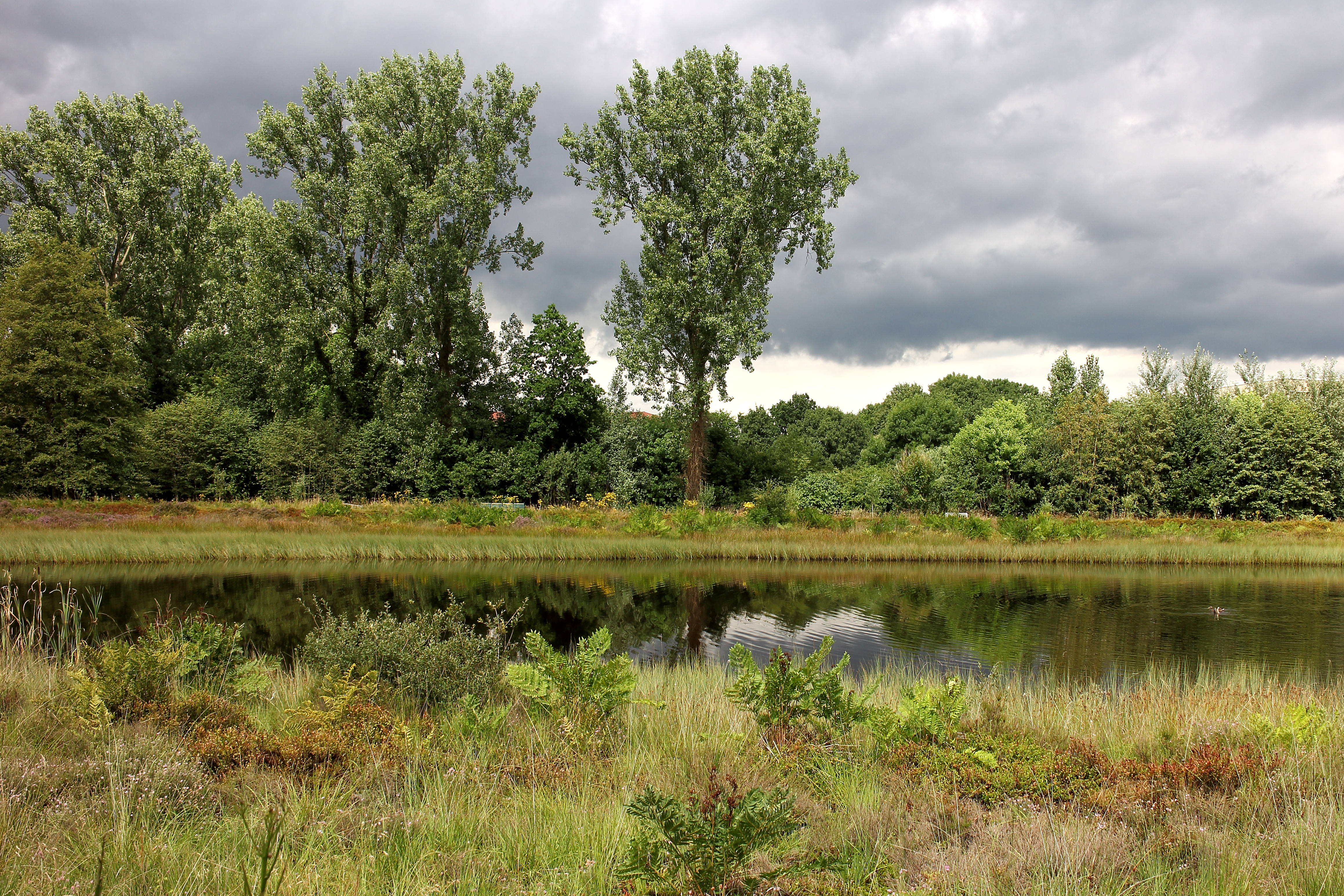
植物園的湖泊「Voedselarme plas」
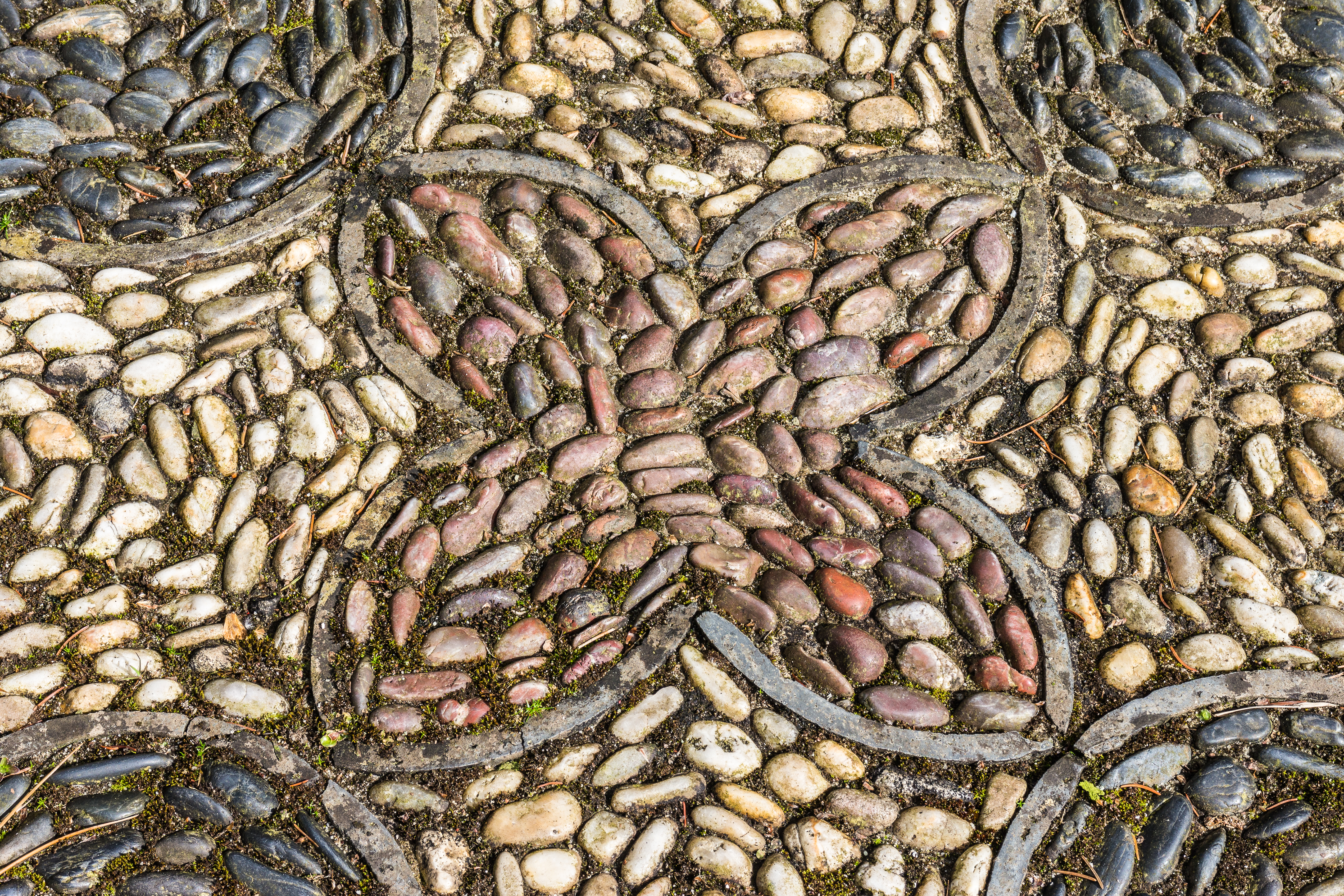
中式庭園的馬賽克路面
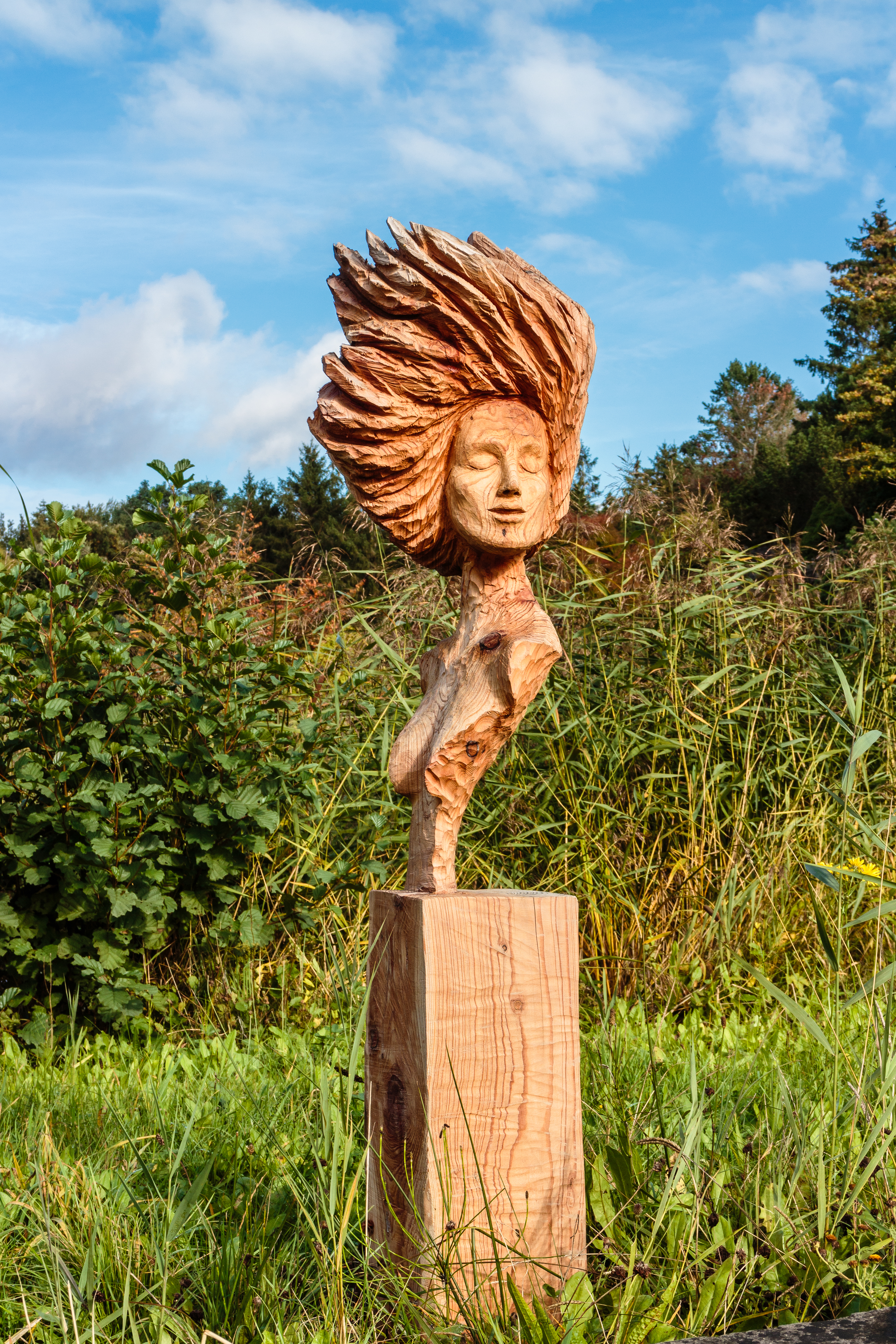
傑羅恩·布爾斯瑪（Jeroen Boersma）所作的《風中》（‘In The Wind’）裝置藝術